# アンナ・フォン・ブランデンブルク (1507-1567)
アンナ・フォン・ブランデンブルク（Anna von Brandenburg, 1507年1月1日 - 1567年6月19日）は、メクレンブルク公アルブレヒト7世の妃。

## 生涯
アンナは、ブランデンブルク選帝侯ヨアヒム1世（1484年 - 1535年）とデンマーク王ハンスの娘エリサベト（1485年 - 1555年）との間に長女として生まれた。
1524年1月17日、アンナは1529年のノイブランデンブルク家内協定でメクレンブルク＝ギュストローを手に入れたメクレンブルク公アルブレヒト7世（1486年 - 1547年）とベルリンにおいて結婚した。アンナの持参金20,000ギルダーと引き換えに、アンナにはリューブおよびクリヴィッツが寡婦財産として与えられた。夫アルブレヒト7世とは異なり、アルブレヒト7世の兄であるメクレンブルク＝シュヴェリーン公ハインリヒ5世は宗教改革の導入を推進した。アンナはルター派からカトリック教徒となった。
アンナは不機嫌で冷酷な人物であったとされている。アンナは長男のヨハン・アルブレヒトには何の愛情も抱いていなかったが、末っ子の2人には愛情のすべてを注いだ。夫の死後、アンナはエルデンブルクの寡婦領リューブに住んでいたが、そこは領内で唯一ルター派の宗教改革に参加していない地域であった。1559年、アンナがカトリックであったにもかかわらず、すべてのカトリックの司祭と修道士が長男ヨハン・アルブレヒトにより強制的に追放された。
アンナは遺言に反してシュヴェリーン大聖堂に埋葬された。アンナは生前、寡婦領の教会に埋葬を手配していた。1557年3月25日の遺言の中で、アンナはカトリックの儀式に従って埋葬されることと、死後7日目と30日目の両方を神聖な奉仕で祝うことを望んでいた。しかし長男ヨハン・アルブレヒトは母親の願いを無視して、アンナをプロテスタントの大聖堂に埋葬することを決めた。

## 子女
- マグヌス（1524年11月19日） - 生まれた日に死去
- ヨハン・アルブレヒト1世（1525年 - 1576年） - メクレンブルク＝ギュストロー公、のちメクレンブルク＝シュヴェリーン公
- ウルリヒ3世（1528年 - 1603年） - メクレンブルク＝ギュストロー公
- ゲオルク（1529年2月22日 - 1552年7月20日）
- アンナ（1533年10月14日 - 1602年7月4日） - 1566年にクールラント・ゼムガレン公ゴットハルト・ケトラーと結婚
- ルートヴィヒ（1535年）
- ヨハン（1536年）
- クリストフ（1537年6月30日 - 1592年3月4日） - メクレンブルク＝ガーデブッシュ公。1573年にデンマーク王フレゼリク1世の娘ドロテアと結婚、1581年5月14日にエリサベト・ヴァーサと結婚。
- ゾフィー（1538年4月10日 - 1538年）
- カール1世（1540年9月28日 - 1610年7月22日） - メクレンブルク＝ギュストロー公